# Ji Soo
Đây là một tên người Triều Tiên, họ là Kim.
Kim Ji-soo (tiếng Hàn: 김지수, sinh ngày 30 tháng 3 năm 1993) là một diễn viên Hàn Quốc. Anh ra mắt lần đầu vào năm 2009, sau đó anh bắt đầu với nhiều phim ngắn. Vai diễn bứt phá của Ji Soo là một thiếu niên khó khăn trong bộ phim Angry Mom năm 2015.

## Danh sách phim

### Phim
| Năm  | Tiêu đề                | Vai trò               | Ghi chú          |
| ---- | ---------------------- | --------------------- | ---------------- |
| 2007 | Beastie Boys           |                       |                  |
| 2010 | Boy in Pain            |                       | Phim ngắn        |
| 2014 | Han Gong-ju            | Thành viên của Min-ho |                  |
| 2014 | Seoul Mates            | Joon                  |                  |
| 2014 | Adult                  |                       | Phim ngắn        |
| 2014 | More Than              |                       | Phim ngắn        |
| 2016 | One Way Trip           | Yong-bi               |                  |
| 2020 | Our Joyful Summer Days | Chan Hee              | Independent film |

### Phim truyền hình
| Năm  | Tiêu đề                         | Kênh        | Vai trò                     | Ghi chú                         |
| ---- | ------------------------------- | ----------- | --------------------------- | ------------------------------- |
| 2012 | To the Beautiful You            | SBS         | Học sinh                    | Khách mời                       |
| 2012 | Family                          | KBS         | Han Song-yi                 | Khách mời (Tập 45)              |
| 2014 | Love Frequency 37.2             | MBC Every 1 | Bạn trai cũ của Go Dong-hee | Khách mời (tập 3)               |
| 2015 | Angry Mom                       | MBC         | Go Bok-dong                 |                                 |
| 2015 | Cheer Up!                       | KBS         | Seo Ha-joon                 |                                 |
| 2016 | Page Turner                     | KBS         | Jeong Cha-sik               |                                 |
| 2016 | Doctor Crush                    | SBS         | Kim Soo-cheol               | Khách mời (tập 1, 2, 5, 7 và 8) |
| 2016 | Moon Lovers: Scarlet Heart Ryeo | SBS         | Wang Jung                   |                                 |
| 2016 | Fantastic                       | JTBC        | Kim Sang-Wook               |                                 |
| 2016 | Weightlifting Fairy Kim Bok-Joo | MBC         | Bạn làm thêm của Bok-joo    | Khách mời (tập 11)              |
| 2017 | Strong Woman Do Bong-soon       | JTBC        | Gook Doo                    |                                 |
| 2018 | Bad Guys 2                      | OCN         | Han Kang-joo                |                                 |
| 2018 | Ping Pong Ball                  | JTBC        | Kim Young-joon              | Drama Festa                     |
| 2019 | My First First Love             | Netflix     | Yun Tae-oh                  |                                 |
| 2020 | When I Was The Prettiest        | MBC         | Seo-hwan                    |                                 |
| 2020 | Amanza                          | KakaoTV     | Park Dong Myung / Amanza    |                                 |
| 2021 | River Where the Moon Rises      | KBS2        | On Dal                      | Tập 1–6 (Bị thay thế)           |

### Web series
| Năm  | Tiêu đề   | Vai trò | Ghi chú          |
| ---- | --------- | ------- | ---------------- |
| 2015 | Lunch Box | Yong    | K-Food Fair 2015 |

### Chương trình thực tế
| Năm  | Tiêu đề            | Kênh    | Ghi chú                |
| ---- | ------------------ | ------- | ---------------------- |
| 2016 | Celebrity Bromance | MBig TV | Mùa 4 với Nam Joo-hyuk |
| 2016 | Knowing Bros       | JTBC    | Khách mời (tập 43)     |
| 2016 | Candy In My Ears   | tvN     | Mùa 1                  |

## Giải thưởng và đề cử
| Năm  | Giải thưởng                        | Thể loại                                                   | Đề cử                     | Kết quả   | Tham khảo |
| ---- | ---------------------------------- | ---------------------------------------------------------- | ------------------------- | --------- | --------- |
| 2015 | MBC Drama Awards lần thứ 34        | Diễn viên mới xuất sắc trong dự án nhỏ                     | Angry Mom                 | Đề cử     |           |
| 2015 | MBC Drama Awards lần thứ 34        | Cặp đôi xuất sắc (với Kim Hee-sun)                         | Angry Mom                 | Đề cử     |           |
| 2016 | Max Movie Awards lần thứ 11        | Ngôi sao mới nổi                                           | —                         | Đoạt giải |           |
| 2016 | Blue Dragon Film Awards lần thứ 37 | Diễn viên mới xuất sắc                                     | One Way Trip              | Đề cử     |           |
| 2016 | KBS Drama Awards lần thứ 30        | Giải xuất sắc, diễn viên trong một cảnh/đặc biệt/phim ngắn | Page Turner               | Đề cử     |           |
| 2017 | Baeksang Arts Awards lần thứ 53    | Diễn viên mới xuất sắc (truyền hình)                       | Strong Girl Bong-soon     | Đề cử     |           |
| 2017 | Chunsa Film Art Awards lần thứ 22  | Diễn viên mới xuất sắc                                     | One Way Trip              | Đề cử     |           |
| 2017 | Asia Artist Awards lần thứ 2       | Giải ngôi sao mới nổi                                      | —                         | Đoạt giải | [ 11 ]    |
| 2018 | Soompi Awards lần thứ 13           | Vai nam diễn viên phụ xuất sắc                             | Strong Girl Bong-soon     | Đề cử     |           |
| 2020 | Busan International Film Festival  | Giải diễn viên của năm                                     | Our Joyful Summer Days    | Đoạt giải | [ 12 ]    |
| 2020 | Asia Artist Awards 2020 lần thứ 5  | Giải nổi tiếng (diễn viên)                                 | —                         | Đề cử     | [ 13 ]    |
| 2020 | MBC Drama Awards lần thứ 39        | Giải diễn viên mini sê ri phim thứ tư-thứ năm              | When I Was Most Beautiful | Đề cử     |           |
| 2020 | MBC Drama Awards lần thứ 39        | Giải cặp đôi xuất sắc với Im Soo-hyang                     | When I Was Most Beautiful | Đề cử     | [ 14 ]    |